# Giuliano Alesi

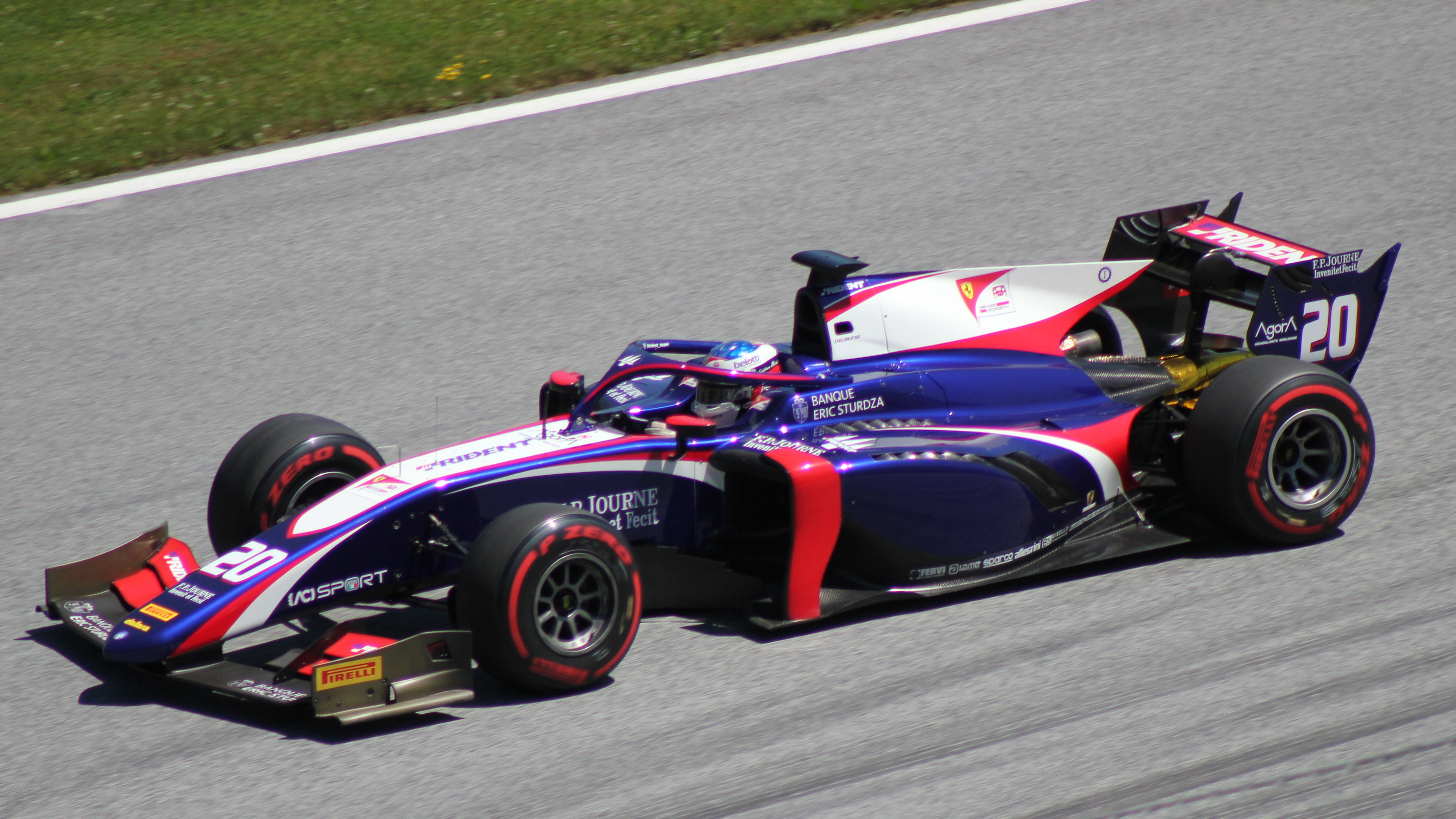
Giuliano Alesi beim Formel-2-Rennen in Spielberg 2019

Giuliano Alesi (* 20. September 1999 in Avignon) ist ein französischer Automobilrennfahrer. Er startet seit 2021 in der Super-Formula-Serie.

## Karriere
Alesi begann seine Motorsportkarriere 2013 im Kartsport, in dem er bis 2014 aktiv blieb. 2015 wechselte Alesi in den Formelsport in die Französische Formel-4-Meisterschaft. Auf dem Circuit de Lédenon gelang es ihm, sein Debütrennen im Formelsport zu gewinnen. Im weiteren Verlauf des ersten Rennwochenendes gewann er ein weiteres Rennen. Mit insgesamt drei Siegen beendete Alesi seine Debütsaison auf dem vierten Meisterschaftsplatz. Am Ende des Jahres nahm er zudem an einer Veranstaltung der MRF Challenge Formel 2000 teil.
2016 wechselte Alesi in die GP3-Serie zu Trident. Darüber hinaus wurde Alesi ins Förderprogramm der Scuderia Ferrari aufgenommen. Er schloss die Saison auf dem 22. Gesamtrang ab. 2017 bestritt Alesi seine zweite GP3-Saison zusammen mit Trident. Dort fuhr er erfolgreich auf den 4. Platz in der Fahrerwertung. Auch 2018 wird er wieder für Trident in der GP3-Serie an den Start gehen.
Während des Rennens auf dem Circuit de Spa-Francorchamps am 31. August 2019 war er in den tödlichen Unfall von Anthoine Hubert verwickelt. Am Kurvenausgang der Raidillon de l’Eau Rouge verlor Alesi die Kontrolle über sein Fahrzeug und kollidierte mit Hubert. Huberts Fahrzeug prallte daraufhin in die Streckenbegrenzung, wurde zurückgeschleudert und blieb quer zur Fahrtrichtung am Streckenrand stehen, wo er dann von Juan Manuel Correa frontal getroffen wurde. Correa fuhr zu diesem Zeitpunkt mit einer Geschwindigkeit von rund 270 km/h, beide Fahrzeuge wurden bei der Kollision auseinandergerissen. Das Rennen wurde sofort abgebrochen und Hubert ins Medical Center an der Strecke gebracht, wo er rund zwei Stunden später seinen Verletzungen erlag. Correa und Alesi wurden in ein Krankenhaus in Lüttich verbracht. Correa befand sich am Abend des Unfalls außer Lebensgefahr, erlitt jedoch durch den Unfall Beinbrüche und eine Wirbelsäulenverletzung. Alesi kam ohne nennenswerte Verletzungen davon und wurde nicht stationär aufgenommen.

## Persönliches
Alesi ist der Sohn des Rennfahrers Jean Alesi. Er lebt in Genf in der Schweiz.

## Statistik

### Karrierestationen
| - 2013–2014: Kartsport - 2015: Französische Formel-4-Meisterschaft (Platz 4) - 2015: MRF Challenge Formel 2000 (Platz 22) - 2016: GP3-Serie (Platz 22) - 2017: GP3-Serie (Platz 5) | - 2018: GP3-Serie (Platz 7) - 2019: Formel 2 (Platz 15) - 2020: Formel 2 (Platz 17) - 2021: Super Formula (Platz 11) - 2022: Super Formula (Platz 20) |

### Einzelergebnisse in der GP3-Serie
| Jahr | Team    | 1   | 2   | 3   | 4   | 5   | 6   | 7   | 8   | 9   | 10  | 11  | 12  | 13  | 14  | 15  | 16  | 17  | 18  | Punkte | Rang |
| ---- | ------- | --- | --- | --- | --- | --- | --- | --- | --- | --- | --- | --- | --- | --- | --- | --- | --- | --- | --- | ------ | ---- |
| 2016 | Trident | ESP | ESP | AUT | AUT | GBR | GBR | HUN | HUN | GER | GER | BEL | BEL | ITA | ITA | MAS | MAS | UAE | UAE | 1      | 22.  |
| 2016 | Trident | 22  | 16  | DNS | DNS | 16  | DNF | 19  | 16  | DNF | 14  | 10  | 12  | DNS | 19  | 16  | 13  | 11  | 10  | 1      | 22.  |
| 2017 | Trident | ESP | ESP | AUT | AUT | GBR | GBR | HUN | HUN | BEL | BEL | ITA | ITA | ESP | ESP | UAE | UAE |     |     | 99     | 5.   |
| 2017 | Trident | 17  | 11  | 6   | 2   | 7   | 1   | 6   | 1   | 7   | 1   | 6   | C   | 9   | 7   | DNF | 10  |     |     | 99     | 5.   |
| 2018 | Trident | ESP | ESP | FRA | FRA | AUT | AUT | GBR | GBR | HUN | HUN | BEL | BEL | ITA | ITA | RUS | RUS | UAE | UAE | 100    | 7.   |
| 2018 | Trident | 7   | 1   | 3   | 6   | 6   | DNF | 8   | 2   | 17* | 16  | 9   | 6   | 6   | 2   | 14  | 17  | 6   | 10  | 100    | 7.   |

### Einzelergebnisse in der FIA-Formel-2-Meisterschaft
| Jahr | Team    | 1   | 2   | 3   | 4   | 5   | 6   | 7   | 8   | 9   | 10  | 11  | 12  | 13  | 14  | 15  | 16  | 17  | 18  | 19  | 20  | 21  | 22  | 23  | 24  | Punkte | Rang |
| ---- | ------- | --- | --- | --- | --- | --- | --- | --- | --- | --- | --- | --- | --- | --- | --- | --- | --- | --- | --- | --- | --- | --- | --- | --- | --- | ------ | ---- |
| 2019 | Trident | BRN | BRN | AZE | AZE | ESP | ESP | MON | MON | FRA | FRA | AUT | AUT | GBR | GBR | HUN | HUN | BEL | BEL | ITA | ITA | RUS | RUS | UAE | UAE | 20     | 15.  |
| 2019 | Trident | 12  | DSQ | DNF | DNF | DNF | 16  | 11  | DNF | 10  | 14  | 13  | DNF | 17  | DNF | 13  | 12  | C   | C   | 7   | 7   | 13  | 8   | 8   | 5   | 20     | 15.  |